# UFC 96
UFC 96: Jackson vs. Jardine（ユーエフシー・ナインティシックス：ジャクソン・ヴァーサス・ジャーディン）は、アメリカ合衆国の総合格闘技団体「UFC」の大会の一つ。2009年3月7日、オハイオ州コロンバスのネイションワイド・アリーナで開催された。
サブタイトルの通り、大会メインイベントでは、クイントン・"ランペイジ"・ジャクソンとキース・ジャーディンによるライトヘビー級マッチが行われた。

## 大会概要
メインイベントではジャクソンがジャーディンを判定で下し、タイトルマッチへ接近した。
第8試合のマット・ブラウン対ピート・セルでは、セルが右フックでダウンした際にレフェリーが一旦ブラウンを制止したが、すぐに続行させた。
キャリア5戦全勝のマーク・ムニョス、ライアン・マディガンがUFCデビュー。

## 試合結果

### プレリミナリィカード
第1試合 ライト級 5分3R
○  シェイン・ネルソン vs.  アーロン・ライリー ×
1R 1:44 TKO（レフェリーストップ：右フック）
第2試合 ライトヘビー級 5分3R
○  ブランドン・ヴェラ vs.  マイク・パット ×
2R 1:27 TKO（レフェリーストップ：右ローキック）
第3試合 ライトヘビー級 5分3R
○  ジェイソン・ブリルズ vs.  ティム・ボッシュ ×
3R終了 判定3-0（29-28、29-28、29-28）
第4試合 ミドル級 5分3R
○  ケンドール・グローブ vs.  ジェイソン・デイ ×
1R 1:32 TKO（レフェリーストップ：グラウンドの肘打ち）
第5試合 ウェルター級 5分3R
○  タムダン・マクローリー vs.  ライアン・マディガン ×
1R 3:35 ギブアップ（マウントパンチ）

### メインカード
第6試合 ライト級 5分3R
○  グレイ・メイナード vs.  ジム・ミラー ×
3R終了 判定3-0（30-27、30-27、30-27）
第7試合 ライトヘビー級 5分3R
○  マット・ハミル vs.  マーク・ムニョス ×
1R 3:53 KO（右ハイキック）
第8試合 ウェルター級 5分3R
○  マット・ブラウン vs.  ピート・セル ×
1R 1:32 TKO（レフェリーストップ：パウンド）
第9試合 ヘビー級 5分3R
○  シェイン・カーウィン vs.  ガブリエル・ゴンザーガ ×
1R 1:09 KO（右ストレート→パウンド）
第10試合 ライトヘビー級 5分3R
○  クイントン・"ランペイジ"・ジャクソン vs.  キース・ジャーディン ×
3R終了 判定3-0（29-28、29-28、30-27）

### 各賞
ファイト・オブ・ザ・ナイト： クイントン・"ランペイジ"・ジャクソン vs. キース・ジャーディン
ノックアウト・オブ・ザ・ナイト： マット・ハミル
サブミッション・オブ・ザ・ナイト： 該当者なし
各選手にはボーナスとして60,000ドルが支給された。